# John Carter (film)
A John Carter 2012-es amerikai fantasztikus akciófilm, amelynek rendezője Andrew Stanton. A film A Mars hercegnője című regény (1917) alapján készült, ami Edgar Rice Burroughs amerikai író Mars-sorozatának első kötete.
A regény az első science fantasy regények között szerepelt és a műfaj népszerűsítésben is oszlopos szerepe volt, továbbá számos íróra és kutatóra hatással volt. Egyesíti a filmben is nagyszerűen megjelenő tudományos-fantasztikus, romantikus és Borroughs korában az amerikai irodalmat erősen jellemző western elemeit.
A film által bemutatott történet középpontjában egy John Carter nevű, volt amerikai polgárháborús veterán áll, aki Arizonában tengeti napjait a háború után arany után kutatva. Egy napon, egy rejtélyes lénnyel való véletlen találkozása során egy ismeretlen, Barsoom nevű helyre kerül, amiről a film során kiderül, hogy a Mars. Számos kalandot él át, amelyek során nem csak a háború sújtotta Mars már reménytelennek látszó jövője, hanem saját személyisége is megváltozik.
A film kritikai értékelése vegyes volt: pozitívan illették a látványt, Michael Giacchino filmhez komponált zenéjét és az akció-jeleneteket, ugyanakkor a történet és a színészi játék negatív visszajelzést kapott. Annak ellenére, hogy minden adva volt a film elkészítése során, bevételi szempontból minden idők legnagyobb bukásai közé tartozik.

## Történet
1881-ben Edgar Rice Burroughs részt vesz a nagybátyja temetésén. John Carter az amerikai polgárháború konföderációs hadseregének kapitánya volt, aki hirtelen meghalt. A holttest egy olyan síremlékbe kerül, amely csak belülről nyitható. A végrendeletet végrehajtó ügyvéd átadja Burroughsnak Carter naplóját. A fiatal férfi elolvassa a feljegyzéseket, így megismeri a kalandos életű rokon történetét, illetve végrendelkezésének okát.
1868-ban John Carter százados (Taylor Kitsch), a tapasztalt polgárháborús veterán Arizonában aranyásóként próbálja újrakezdeni az életét. Kincsesbarlang után kutat, ám teljesen eladósodik. Egy kocsmai összetűzés után a közeli határ menti erődben találja magát. Powell ezredes, a 17. lovasdandár parancsnoka igényt tart a szolgálataira, azonban Carternek elege van már a háborúból. Megszökik a cellájából, de az ezredes az embereivel azonnal üldözőbe veszi. Amikor indiánokkal futnak össze, tűzharcra kerül sor, és Powell súlyos sebet kap. Carter visszafordul érte, és együtt menekülnek tovább. Egy keskeny szurdokba érve egy közeli barlang előtt keresnek menedéket. Az apacsok ide már nem követik őket, sőt még a környékről is eltűnnek. Carter beljebb merészkedik, ekkor egy titokzatos lény (thern) jelenik meg a barlangban, aki rátámad Carterre. John végez a támadóval, ám véletlenül aktivál egy erőteljes medált, és akaratlanul is a romos és haldokló bolygón, a Barsoomon találja magát. Később kiderül, hogy ez a bolygó a Mars.
A Barsoomon alacsony a gravitáció és viszonylag kicsi az élőlények csontsűrűsége, így Carter óriási erővel rendelkezik, és képes végrehajtani hihetetlen ugrásokat és mutatványokat. A férfi a harcos, négykarú zöld marslakók, a tharkok fogságába esik, akik a természetfeletti erőt tisztelve inkább vendégként kezelik a földi embert. Carter ismeretséget köt a helyi lakosokkal, Tars Tarkassal (Willem Dafoe), és az elbűvölő Dejah Thoris (Lynn Collins) hercegnővel. Hamar megtanulja a marslakók nyelvét, és megtudja, hogy két birodalom (Helium és Zadonga, a vándorló, ragadozó város) már ezer éve háborúban áll egymással. A zadongai vezér, Sab Than (Dominic West) egy különleges fegyver kap a thernektől. Carter az akaratán kívül belekeveredik a marsiak közötti ősi konfliktusba, és egy idő után kiderül, hogy a bolygó és népeinek sorsa egyedül az ő kezében nyugszik.

## Szereplők
| Szerep               | Színész                    | Magyar hang      |
| -------------------- | -------------------------- | ---------------- |
| John Carter          | Taylor Kitsch              | Fekete Ernő      |
| Tars Tarkas          | Willem Dafoe (hang)        | Horányi László   |
| Dejah Thoris         | Lynn Collins               | Pikali Gerda     |
| Tardos Mors          | Ciarán Hinds               | Reviczky Gábor   |
| Sab Than             | Dominic West               | Rékasi Károly    |
| Matai Shang          | Mark Strong                | Epres Attila     |
| Powell ezredes       | Bryan Cranston             | Gáti Oszkár      |
| Kantos Kahn          | James Purefoy              | Hirtling István  |
| Edgar Rice Burroughs | Daryl Sabara               | Fehér Tibor      |
| Sarkoja              | Polly Walker (hang)        | Fehér Anna       |
| Tal Hajus            | Thomas Haden Church (hang) | Borbiczki Ferenc |
| Sola                 | Samantha Morton (hang)     | Peller Anna      |
| Thompson             | Rupert Frazer              | Szélyes Imre     |
| Dalton               | Nicholas Woodeson          | Ujréti László    |

## Háttér
Burroughs regényciklusának első kötete, A Mars hercegnője először 1912-ben jelent meg és másik kalandhőséről, Tarzanról szóló regényeihez hasonlóan ez is népszerű lett, olyannyira, hogy az MGM már a 30-as években meg akarta filmesíteni rajzfilmként, de végül elbátortalanodtak tőle, mert a cselekményt túl erőszakosnak ítélték egy gyerekeknek szánt rajzfilmhez, így nem ez lett az első egész estés rajzfilm, hanem az 1937-es Hófehérke. A cselekmény filmre adaptálhatóságát az is nehezítette, hogy abban rengeteg idegen lény és helyszín van, amit a 20. század elejének és közepének technikai lehetőségeivel igencsak nehezen lehetett volna megvalósítani, ezért sem siették el a következő évtizedekben sem a filmfeldolgozást, szemben az evilágibb Tarzannal. Érdemi próbálkozás csak a 90-es évek elején volt, mikor Andrew G. Vajna és Mario Kassar megvették a regények jogait a Disney számára, a rendező John McTiernan, a főszereplő Tom Cruise lett volna. McTiernan 1993-ra viszont szintén a szerinte elégtelen technikai háttérre hivatkozva kiszállt a projektből, miután az abba is maradt. A Disneytől 2000 körül kikerülő jogokra a Paramount Pictures csapott le aztán, tervek ott is voltak vele, de a kiszemelt filmesek körül kialakult nézeteltérések szabotálták végül ott is az adaptációt, a jogok pedig 2006-ban onnan is elkerültek. 
Ezt neszelte meg Andrew Stanton, aki nagy rajongója volt a regényeknek, ezért meggyőzte a Disney-nél dolgozó, nagyobb befolyású ismerősét, Dick Cookot, hogy szerezze meg a történet jogait és aztán tegye meg őt a rendezőnek, amit Stanton a Pixarnál elért sikereire hivatkozva ért el. Ez meg is történt, Stanton még 150 milliós büdzsét is kapott a filmhez, azonban élőszereplős filmet még nem készített, és a Pixar animációs filmjeinél megszokott munkamódszere, hogy mindenből több verziót keszít nagyon megdrágított mindent, mivel itt valódi embereket és helyszíneket kellett dirigálnia, ez pedig plusz újabb 100 milliót emésztett fel. Közben Cookot kirúgták, az új vezetés pedig felülvizsgálta a film forgatását. A Disney 2009-ben megszerezte ugyan a később nagy profitokat hozó Marvel Studiost, de ekkor még láttak lehetőséget Stanton filmadaptációjában, amit előrehaladott állapota miatt is már csak befejezni lehetett. Később Cook utódját is kirúgták, miután nem fékezte meg kellőképp a film költségeinek elszaladását.
A film marketingjét is nagyon elhibázták: bár körülbelül 100 milliót fordítottak erre, de látványos hírverés alig volt a film körül, ahogy a megszokott merchandising (gyorséttermi játék, üdítőitalos vagy chipses nyeremények stb.) sem kísérte film beharangozását; ugyanígy semmi nem utalt a Tarzant is író Burroughsra, az eredeti Barsoom-regényeire, vagy bármi másra, amikkel az időközben kissé feledésbe merült történeteket közelebb hozták volna a potenciális nézőkhöz, főleg a megcélzott újabb generációkhoz, akiknek alapvetően ismeretlen volt mindez, ráadásul pár kivételtől eltekintve lényegében ismeretlenek voltak a  főszerepeket alakító színészek is. 
A film a bemutatót követően relatíve így is sok pénzt hozott, de messze nem annyit, hogy nyereséges legyen: a nagyjából 350 millióra rúgó forgatási és marketing költség mellett befolyó 300 milliós bevétel egyértelmű bukás, de miután a filmek bevételeinek nagyjából a felét a mozik és a forgalmazók teszik zsebre, a stúdió 150 milliót kapott csak, miközben 600 milliós bevétel kellett volna ahhoz, hogy ezek után egyáltalán nullszaldóra jöjjön ki, ami így legalább 200 milliós veszteséget eredményezett, ez inflációval számolva is a legnagyobb anyagi bukás lett a filmvilágban. A kudarc a film esetleges folytatását is elkaszálta.